# Centrum Szkolenia Wojsk Inżynieryjnych i Chemicznych
Centrum Szkolenia Wojsk Inżynieryjnych i Chemicznych im. gen. Jakuba Jasińskiego (CSWInż.iChem., CSWIiCh) – ośrodek szkolenia wojskowego Sił Zbrojnych RP.

## Historia
Centrum powstało 1 stycznia 2009 we Wrocławiu. Zadaniem centrum jest szkolenie podstawowe kandydatów na żołnierzy zawodowych, szkolenie specjalistyczne kandydatów na oficerów wojsk inżynieryjnych i chemicznych z Akademii Wojsk Lądowych oraz Wojskowej Akademii Technicznej, szkolenie podoficerów w ramach systemu doskonalenia zawodowego, realizacja kursów kwalifikacyjnych i doskonalących dla żołnierzy zawodowych i pracowników wojska, szkolenie specjalistyczne szeregowych zawodowych w korpusach osobowych inżynierii wojskowej i obrony przed bronią masowego rażenia w warunkach pełnej profesjonalizacji SZ RP, przygotowanie kadry wojsk inżynieryjnych i chemicznych do udziału w misjach pokojowych i stabilizacyjnych.

Insygnia
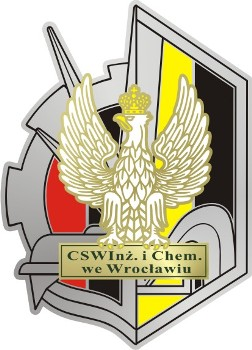
Logo CSWInż.iChem. (wariant 1.; 2009)
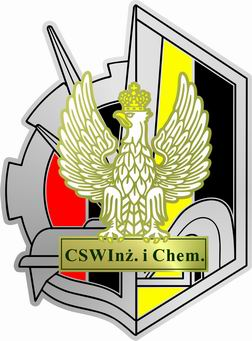
Logo CSWInż.iChem. (wariant 2.; 2009)
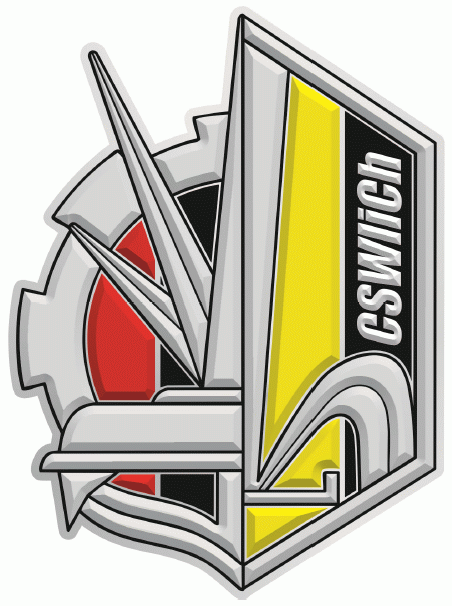
Odznaka pamiątkowa (wzór 2013)
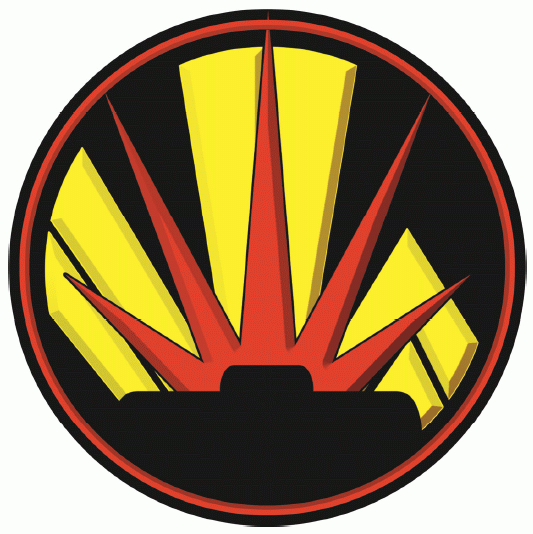
Oznaka rozpoznawcza na mundur wyjściowy
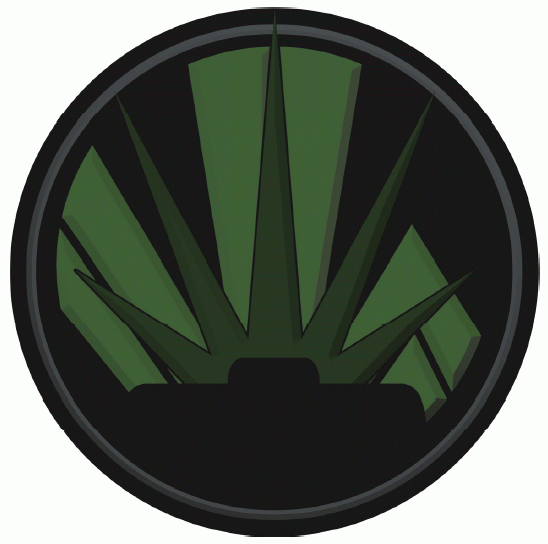
Oznaka rozpoznawcza na mundur polowy
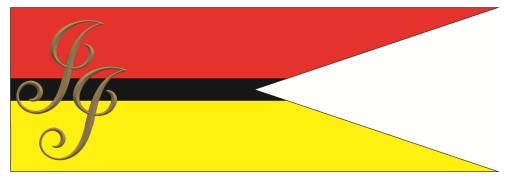
Proporczyk na beret

Decyzją Ministra Obrony Narodowej Nr 94/MON z dnia 10 kwietnia 2012 roku wprowadzono odznakę pamiątkową oraz proporczyk na beret Centrum Szkolenia Wojsk Inżynieryjnych i Chemicznych.

## Struktura organizacyjna (2011)
- komenda
- Ośrodek Szkolenia Podstawowego - przygotowuje kandydatów do zawodowej służby wojskowej w zakresie szkolenia podstawowego
- Ośrodka Szkolenia Specjalistów - prowadzi szkolenie specjalistyczne w grupach osobowych: saperskiej, przeprawowej, infrastruktury oraz rozpoznania i likwidacji skażeń.
- Ośrodek Szkolenia Nurków w Orzyszu - prowadzi szkolenie doskonalące nurków
- Zespół Rozminowania - prowadzi szkolenie zespołów kierowanych do misji poza granicami kraju w zakresie przeciwdziałania improwizowany ładunkom wybuchowych.

## Dowódcy
Komendanci Centrum w latach 2009–2024:
- płk Krzysztof Malinowski (01.01.2009 – 15.08.2010)
- cz.p.o. ppłk Aleksander Wlizło (15.08.2010 – 22.10.2010)
- płk mgr inż. Andrzej Dutka (22.10.2010 – 09.09.2016)
- cz.p.o. ppłk Aleksander Wlizło (09.09.2016 – 10.04.2017)
- płk Kazimierz Łucki (10.04.2017 – 29.01.2021)
- płk Adam Przygoda (29.01.2021 – 29.02.2024)
- cz.p.o. ppłk Artur Marcinkowski (01.03.2024 -06.06.2024)
- płk Grzegorz Oskroba (07.06.2024 - obecnie)